# Fritz von Unruh

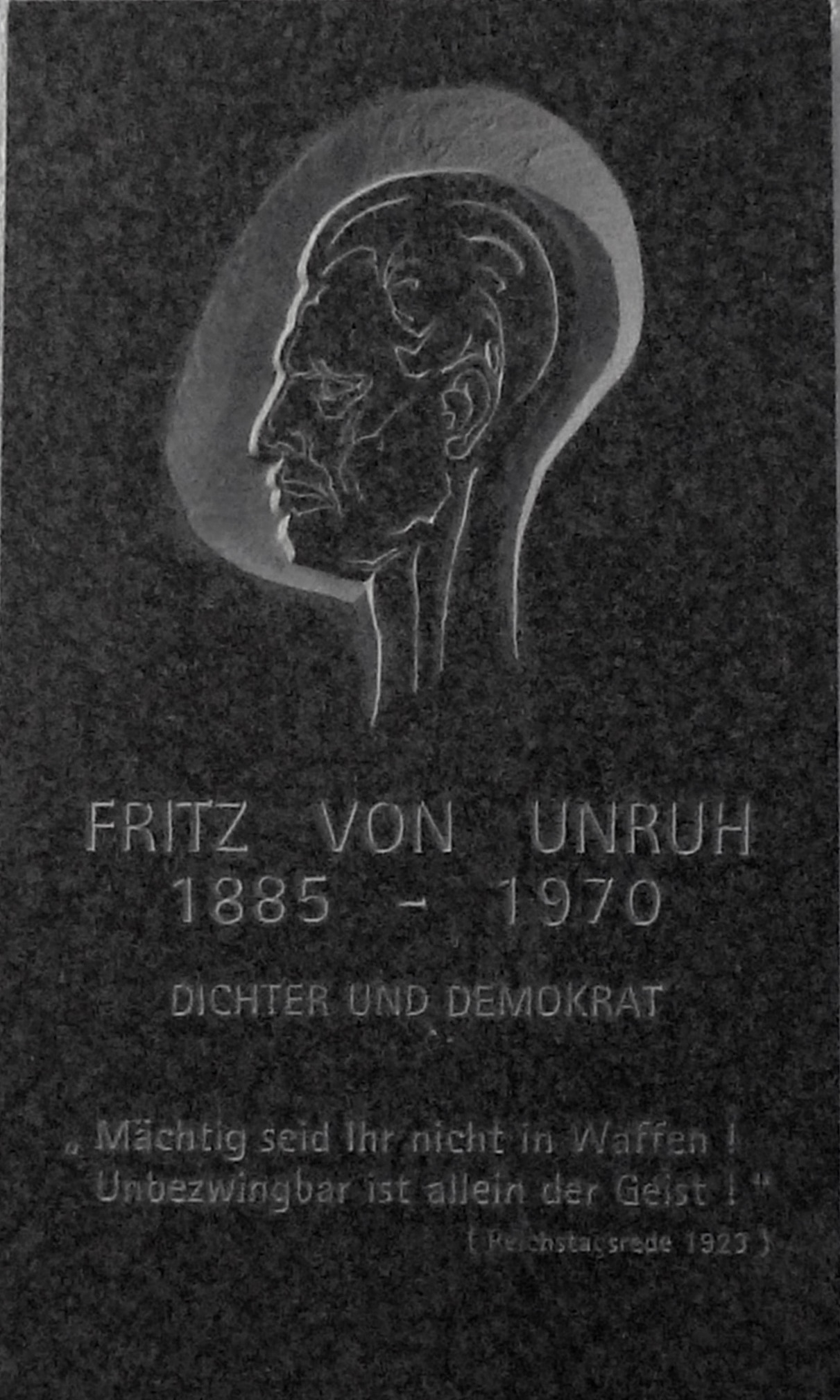
Minnesplakett över Fritz von Unruh.

Fritz von Unruh, född den 10 maj 1885 i Koblenz, Rhenprovinsen, Kungariket Preussen, Kejsardömet Tyskland
, död 28 november 1970 i Diez, Rheinland-Pfalz, Förbundsrepubliken Tyskland , var en tysk författare.
von Unruh var bror till Friedrich Franz och Kurt von Unruh.
von Unruh utbildades till officer, var guvernör för en kejserlig prins och deltog i första världskriget. Han debuterade med skådespelen Offiziere (1912) och Louis Ferdinand, Prinz von Preussen (1914), i vilka den upproriske expressionistiske dramatikern redan framträder. I båda är huvudpersonen ställd i en olöslig konflikt mellan plikter: plikten att underordna sig under den yttre makten och den fastställda ordningen och plikten att följa en inre röst, som bjuder att lyda högre kraft. Den lyriskt dramatiska dikten Vor der Entscheidung (skriven 1914, utgiven 1915) är helt och hållet fylld av världskrigets intryck, symbolisk, extatiskt dunkel, ett av de första tyska diktverken med antikrigstendens. Tragedin Ein Geschlecht (1916) umbär helt och hållet lokalisering, tids- och personskildring och är allegori med typiska gestalter. En oerhörd, orgiastisk vildhet, som kriget lösgjort, får här uttryck i våldsamt patetisk känslolyrik. Dess fortsättning, Platz (1920), förkunnar avfall från hela den gamla, mekaniserade världen, men också en andlig seger över revolutionen, utan att uppoffra det nya människoidealet. Berättelsen Opfergang (1916), skådespelet Rosengarten (1922), Reden an die Jugend (1923), reseskildringen Flügel der Nike (1924) och festspelet Heinrich aus Andernach kan vidare nämnas. Han tilldelades Kleistpriset 1914 och Goethepriset 1948. Ruben Berg skriver i Nordisk familjebok: "Med hela den riktning han tillhör delar U. egenskapen, att det subjektiva elementet absolut övermannat det objektiva; i ofta medryckande rytmer och bilder får hans patos form, men den lyriska abstraktionen ger icke rum för konkretion eller karaktärsbild. Profetiskt didaktiskt vill U. verka; ur spillrorna af en förgången epok skall en ny mänsklighet stiga upp, men dennas drag kunna ej urskiljas ur den lyriskt vulkaniska diktning, hvarmed U. gett sin utomordentligt uppmärksammade insats."